# Gäilajaure
Gäilajaure är en sjö i Åre kommun i Jämtland och ingår i Indalsälvens huvudavrinningsområde. Sjön har en area på 1,51 kvadratkilometer och ligger 727,9 meter över havet.

## Delavrinningsområde
Gäilajaure ingår i det delavrinningsområde (709895-137565) som SMHI kallar för Utloppet av Gäilajaure. Medelhöjden är 760 meter över havet och ytan är 5,97 kvadratkilometer. Räknas de 2 avrinningsområdena uppströms in blir den ackumulerade arean 13,51 kvadratkilometer. Vattendraget som avvattnar avrinningsområdet har biflödesordning 4, vilket innebär att vattnet flödar genom totalt 4 vattendrag innan det når havet efter 325 kilometer. Avrinningsområdet består mestadels av kalfjäll (75 procent). Avrinningsområdet har 1,5 kvadratkilometer vattenytor vilket ger det en sjöprocent på 25,1 procent.